# گنجشک (فیلم ۱۹۱۶)
«گنجشک» (هلندی: Vogelvrij) یک فیلم درام صامت هلندی است که سال ۱۹۱۶ منتشر شد.